# Parco Bosco dei Ronchi e Parco ex-ILA
Il Parco Bosco dei Ronchi e il Parco ex-ILA sono due aree verdi urbane di Legnano, comune della città metropolitana di Milano, in Lombardia, che costituiscono un'unica area protetta comunale. I due parchi non sono adiacenti ma sono situati a breve distanza.

## Storia

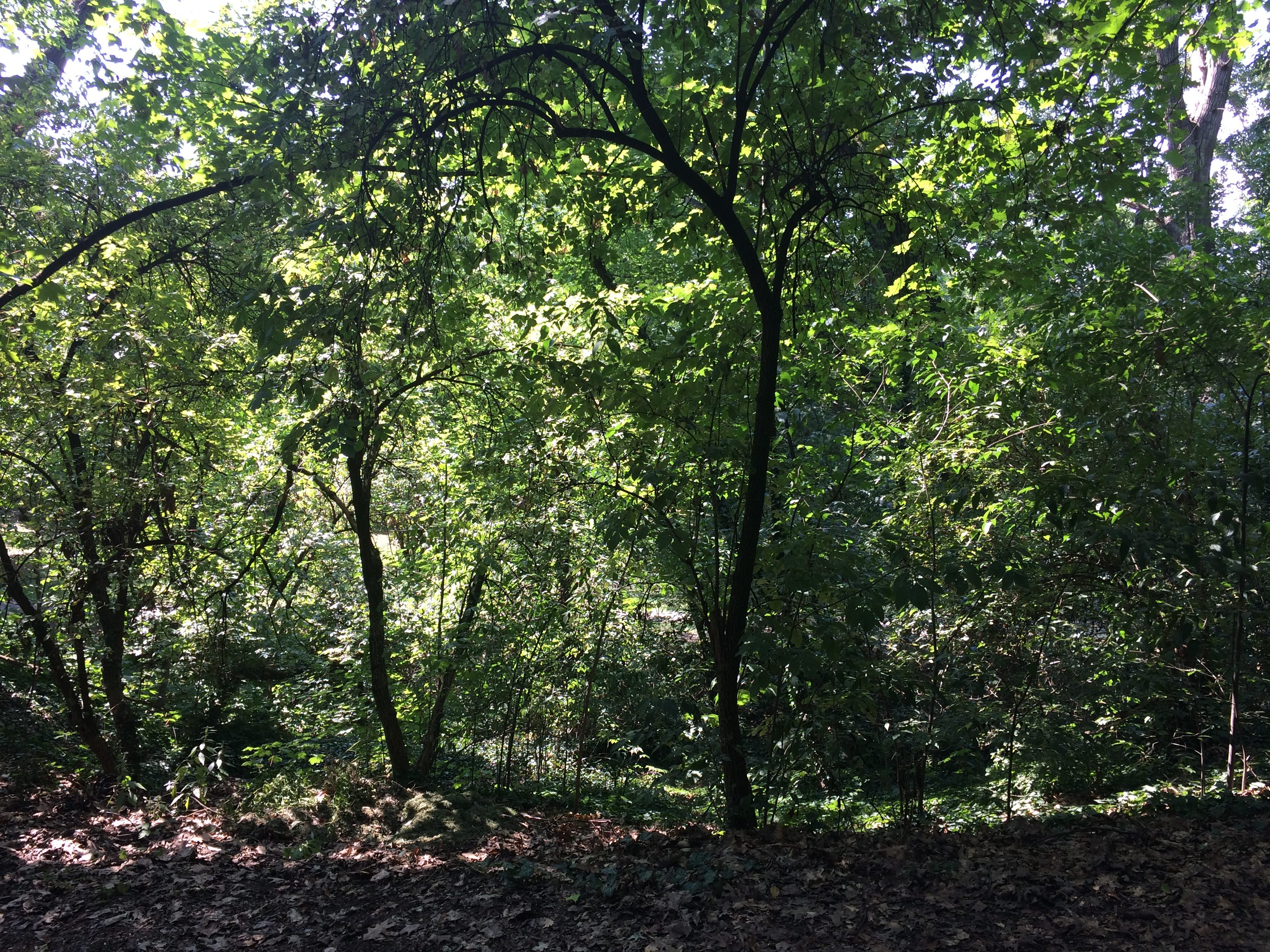
Scorcio dei ronchi di Legnano, che si trovano nell'omonimo parco

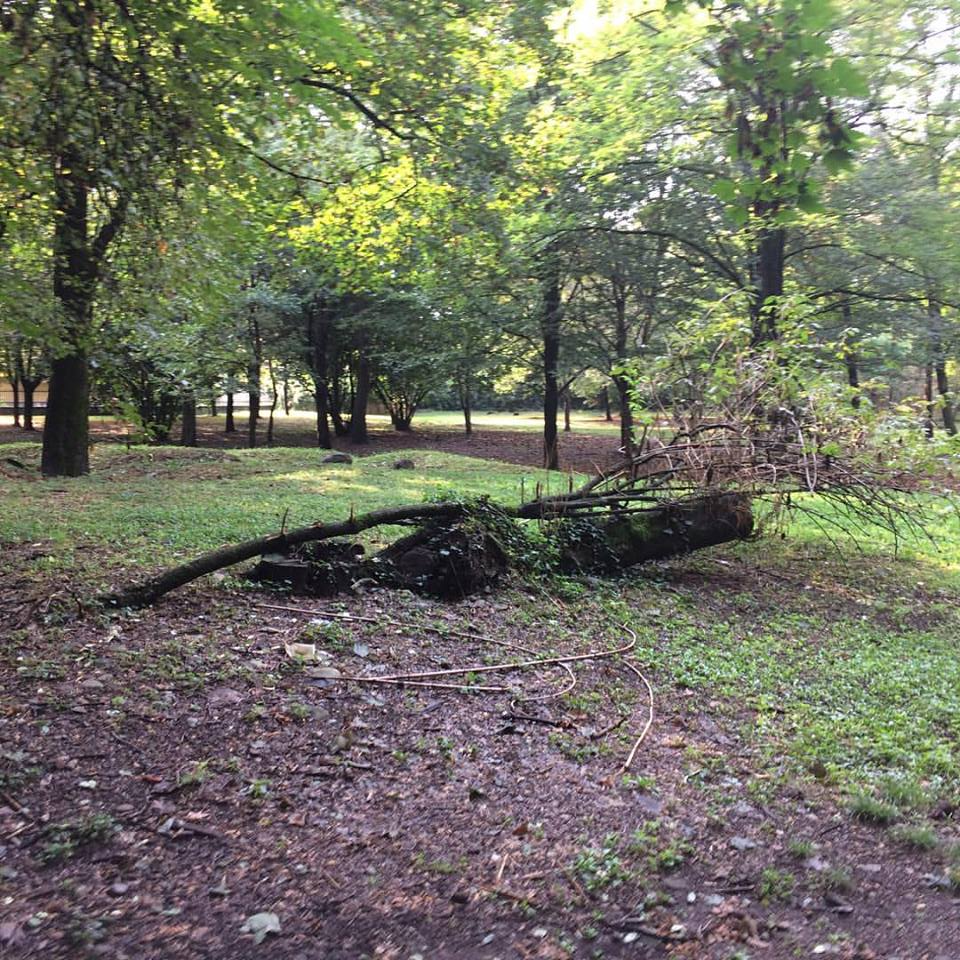
Un angolo del Parco Bosco dei Ronchi

Il Parco Bosco dei Ronchi deve il suo nome a un pianalto morenico formato con il passare dei secoli dal fiume Olona; tale deposito geologico naturale è chiamato dai legnanesi con l'appellativo di "ronco". In origine, all'altezza del Parco Bosco dei Ronchi, l'Olona formava un'ansa verso sinistra che portò all'accumulo di detriti e alla nascita del pianalto.
Già in epoca preistorica la zona del Bosco dei Ronchi era particolarmente adatta all'insediamento umano: grazie alla sua conformazione, proteggeva i suoi abitanti dai freddi venti provenienti da nord senza impedire ai raggi del Sole di illuminare e scaldare l'area. Per tale motivo, questi pendii erano anche adatti alla coltivazione della vite, coltura che caratterizzò il paesaggio legnanese per secoli. La produzione vinicola scomparve poi all'inizio del Novecento a causa di una malattia che falcidiò la pianta della vite.
Sempre per i sopramenzionati motivi climatici, nell'area del Bosco dei Ronchi, dal 1937 al 1938, venne costruita la colonia elioterapica di Legnano, in origine realizzata per curare il rachitismo infantile e in seguito diventata sede della Croce Bianca locale e del centro psico-sociale dell'ospedale civile di Legnano. Progettata dallo studio di architettura BBPR, l'ex-colonia elioterapica di Legnano è uno degli esempi più importanti del razionalismo italiano.
In origine il Parco ex-ILA era di proprietà dell'"Istituto Legnanese di Assistenza" (I.L.A.), ovvero dell'ente locale che si prendeva carico dei malati di tubercolosi, da cui il nome dell'area verde. Il sanatorio regina Elena, struttura sanitaria inaugurata nel 1923 per la cura della tubercolosi di cui il Parco ex-ILA costituisce l'area verde, venne costruito nei pressi dei Colli di Sant'Erasmo, ovvero di una zona che è adatta a tale scopo grazie alla sua maggiore elevazione altimetrica rispetto alle aree circostanti: l'altitudine garantisce infatti un'aria salubre, un'ottimale esposizione al sole e la protezione dai venti, in quest'ultimo caso anche per via della conformazione particolare della zona. Fino al Novecento in questa zona vi si produceva il pregiato vino dei Colli di Sant'Erasmo. 

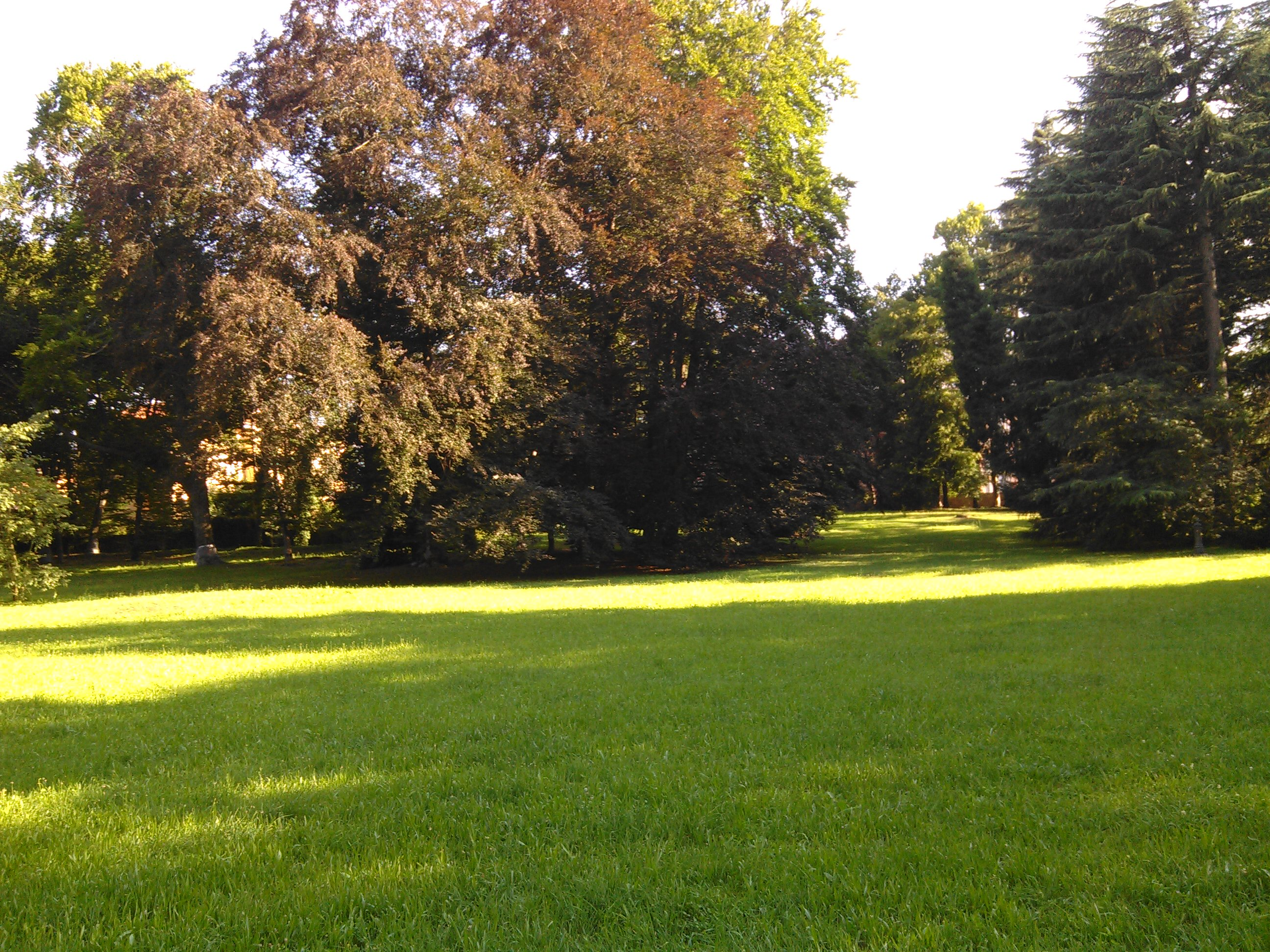
Uno scorcio del Parco ex-ILA

Nel 1981 l'I.L.A. cedette il parco e l'ex-sanatorio regina Elena alla Regione Lombardia. La proprietà dell'ex sanatorio e del parco passò poi al comune di Legnano. La struttura è stata poi destinata a centro socio-educativo per disabili e sede di alcune associazioni di volontariato nonché di parte degli uffici della ASL locale. Compresi tra i confini del parco sono situati molti edifici di stile Liberty e di pregio architettonico che risalgono agli anni venti e che facevano parte della struttura un tempo destinata a sanatorio.

## Caratteristiche
Il Parco ex-ILA e il Parco Bosco dei Ronchi fanno parte di un'unica area protetta urbana istituita con delibera di Consiglio comunale nº 62 del 12 marzo 1992.
Il Parco Bosco dei Ronchi si estende interamente all'interno dei confini cittadini e non è racchiuso da nessuna recinzione; ciò permette il libero accesso da parte della cittadinanza.
I confini del Parco ex-ILA sono invece delimitati da una cinta che racchiude l'intero perimetro. L'accesso del Parco ex-ILA, in via Colli di Sant'Erasmo, un tempo era consentito solo alle associazioni presenti al suo interno oppure durante eventi particolari, ma dal 2016 la fruizione dell'area verde è diventata pubblica, con il parco che viene aperto alla cittadinanza ogni fine settimana.
La superficie del Parco ex-ILA misura 80.000 m², mentre con quella del Parco Bosco dei Ronchi la superficie totale dell'area protetta raggiunge i 260.000 m².

## Flora
Il parco è a tutti gli effetti un giardino botanico e conta numerose specie vegetali al suo interno, con alberi alti fino a 30-40 metri e con la presenza di circa 800 specie arboree.